# Friðrik Ólafsson
Friðrik Ólafsson (Reykjavík, 26 de enero de 1935-Reykjavík, 4 de abril de 2025) fue un gran maestro de ajedrez islandés. Fue presidente de la FIDE de 1978 a 1982. Es seis veces campeón de ajedrez islandés y dos veces campeón nórdico de ajedrez.

## Carrera de ajedrez
Friðrik nació en Reikiavik, Islandia. Ganador por primera vez del campeonato de ajedrez de Islandia en 1952 y del campeonato de ajedrez nórdico un año después, rápidamente se convirtió en el jugador islandés más fuerte de su generación. El primer resultado de Friðrik de nota internacional fue el primero que compartió con Víktor Korchnói en Hastings 1955-1956.
Su mejor resultado en la competencia del campeonato del mundo de ajedrez fue en el torneo Interzonal de 1958 en Portorož, donde terminó empatado entre el quinto y sexto lugar, ganando automáticamente el título de gran maestro (el primero para Islandia) y clasificando para el Torneo de Candidatos de 1959 (la última etapa para determinar el retador al campeón mundial de Ajedrez) en 1960. Sin embargo, en el evento, celebrado en Bled, Zagreb y Belgrado, terminó séptimo de ocho con 10/28. También jugó en el siguiente Interzonal (Estocolmo 1962) pero no logró clasificar a los Candidatos. Entre sus mejores resultados en el torneo fue tercero conjunto en la primera Copa Piatigorsky, Los Ángeles 1963, con 7½/14 y primer puesto compartido con Ljubomir Ljubojević en Wijk aan Zee 1976, por delante de Mijaíl Tal. Según Chessmetrics, Ólafsson en su mejor momento fue calificado con 2692 en la lista de clasificación de octubre de 1958, clasificado 13º en el mundo.
Ólafsson continuó jugando ocasionalmente en el siglo XXI, ganando un encuentro a partidas rápidas contra su compañero veterano Bent Larsen en 2003 por una puntuación de 5-3.

## Presidencia de la FIDE
En 1978, sucedió a Max Euwe como presidente de la FIDE. Durante el mandato presidió el Campeonato Mundial de Ajedrez 1981. Desde que Korchnoi desertó de la Unión Soviética en 1976, los soviéticos retuvieron al hijo de Korchnoi, Igor. Ólafsson retrasó la fecha prevista de inicio del partido para el 19 de septiembre en un intento por conseguir que los soviéticos liberaran al hijo de Víctor. Por este intento, Ólafsson provocó la ira de los soviéticos, quienes luego respaldaron al vicepresidente de la FIDE, Florencio Campomanes, para la presidencia de este organismo. Tras perder las elecciones de 1982, Olafsson fue nombrado secretario del parlamento islandés.

## Estilo de juego
Ólafsson juega generalmente la defensa siciliana contra 1.e4 y la Defensa india de rey y la Defensa Nimzoindia contra 1.d4. Con blancas, solía jugar la Apertura inglesa, pero también ha jugado 1.d4, 1.e4 y 1.Cf3 muchas veces.

## Vida personal
Ólafsson está casado y tiene dos hijas adultas. Antes de 1974, cuando se convirtió en un profesional del ajedrez, trabajó como abogado en el Ministerio de Justicia de Islandia.